# 전주 덕진공원 삼층석탑
덕진공원 삼층석탑(德津公園 三層石塔)은 대한민국 전북특별자치도 전주시 덕진구 덕진동2가 1314-4에 있는 고려시대의 삼층석탑이다. 2009년 10월 30일 전주시의 향토문화유산 제3호로 지정되었다.

## 개요
이 석탑은 원래 익산군 왕궁면에 있었으나 1922년에 전주 풍패지관(전주객사)로 옮겼다. 이후 현재의 위치로 다시 옮겼는데 그 시기는 정확히 알 수 없다. 다만 1927년에 박기순이 덕진공원을 조성하였던 무렵으로 추정된다.

## 현지 안내문
이 석탑은 원래 익산군 왕궁면에 있었으나 1922년에 전주 풍패지관(전주객사)으로 옮겨졌다. 이후 현재의 위치로 다시 옮겼는데 그 시기는 정확히 알 수 없다. 높이는 277cm 내외이며 탑신과 옥개석은 원형 그대로이다. 상륜부에는 노반을 얹었다.
탑신은 하나의 돌로 만들어졌고, 우주는 돋을새김으로 표현하였다. 전체적인 비례면으로 볼 때 1층 옥개석이 기단 상대석에 비해 커서 윗부분이 무거운 느낌을 준다. 기단부는 상대석만 남아 있고 기단부 하대석은 다른 돌로 만들어져 그 원형을 알 수 없다. 전체적으로 고려시대에 조성된 것으로 보인다.

## 같이 보기
- 덕진공원

## 참고 자료
- 덕진공원 삼층석탑 - 전주시 문화관광